# شهرستان ملکشاهی
شهرستان ملکشاهی یکی از شهرستان‌های استان ایلام در غرب ایران است. مرکز این شهرستان شهر ارکواز می‌باشد. این شهرستان از جنوب با شهرستان دهلران از شمال و غرب با شهرستان مهران و از شرق با شهرستان بدره همسایه است.  عمده مردم این شهرستان از ایل ملکشاهی هستند. براساس سرشماری سال ۱۹۴۰ میلادی، بیش از ۷٬۵۰۰ خانوار که جمعیت آنان به بیش از پنجاه هزار تن می‌رسید در ایل ملکشاهی زندگی می‌نمودند. اکثر این مردم به دلیل نبود فرصت‌های شغلی مناسب به نقاط مختلف استان ایلام و استان‌های دیگر مهاجرت نموده‌اند. شغل مردم این شهرستان دامپروری و کشاورزی است و این شهرستان از نظر ورزشی، اجتماعی و اقتصادی در استان ایلام نقش تعیین‌کننده‌ای دارد. مردم شهرستان ملکشاهی از اوایل جنگ ایران و عراق تا پایان آن از مرزهای میهن دفاع نمودند، به همین مناسبت بنای یادمانی در گرامیداشت آخرین دفاع مردم شهرستان ملکشاهی در منطقه ترشابه برپا شده‌است.
زبان مردم ملکشاهی کردی از زیر شاخهٔ کردی جنوبی است. این زبان یکی از اصیل‌ترین زبان‌های کردی محسوب می‌شود. در بسیاری از واژه‌های رایج در این زبان می‌توان واژه‌های پهلوی اشکانی و پهلوی ساسانی را مشاهده نمود.
شهرستان ملکشاهی در دامنه کبیرکوه قرار گرفته‌است و در سه هزار سال قبل از میلاد به عنوان (ورهشی) در کتیبه‌های آشوری واقع در سر چشمه رودخانه گُل گُل در بخش گچی ذکر شده‌است.

## وجه تسمیه
همان‌طور که از نام ایل ملکشاهی بر می‌آید، این ایل نام خود را از امیر کُرد ملکشاه چمشگزک یا سلطان ملکشاه گرفته‌است. امیر کُرد ملکشاه چمشگزک جمع کثیری بر سر رایت خود جمع نموده سی و دو قلعه و شانزده ناحیه که بالفعل در تصرف حکام چمشگزک بود تسخیر نمود و عشیرت ایشان را به نام جد آن‌ها امیر ملکشاه ایل ملکشاهی خواندند.

## زبان و گویش
زبان مردم ملکشاهی کردی ایلامی با لهجه ملکشاهی است. علیرضا اسدی در کتاب خود چنین می‌آورد: «از مقایسهٔ واژگان ایرانی میانه (پهلوی اشکانی و پهلوی ساسانی) با واژگان کردی ایلامی لهجه ملکشاهی به این نتیجه می‌توان رسید که بسیاری از واژگان پهلوی اشکانی و ساسانی با این واژگان کردی هم ریشه‌اند. این هم آوایی در بسیاری از افعال، مفاهیم سیاسی، دینی، اجتماعی، مشاغل، اسامی خاص، اسامی عام و حتی اصطلاحات عامیانه دیده می‌شود».

## تقسیمات کشوری
شهرستان ملکشاهی به دلیل اهمیت و جمعیت فراوان ایل ملکشاهی در سال ۱۳۱۰ خورشیدی تبدیل به بخشی از استان کرمانشاهان گردید.
این منطقه در سال ۱۳۸۵ به یک شهرستان از شهرستان‌های استان ایلام تبدیل شد اما پیش از آن به لحاظ تقسیمات کشوری بخش ملکشاهی خوانده می‌شد و از بخش‌های شهرستان مهران بود.
- بخش مرکزی
  - دهستان شوهان
  - دهستان چمزی

شهرها: ارکواز
- بخش گچی
  - دهستان گچی
  - دهستان کبیرکوه

شهرها: دلگشا، مهر

## مردم
مردمان شهرستان ملکشاهی کُرد و عمدتاً از ایل ملکشاهی هستند که اکنون در سی و نه روستا و سه شهر این شهرستان، از شهرستان‌های توابع استان ایلام سکونت دارند و براساس سرشماری سال ۱۹۴۰ میلادی، هفت هزار و پانصد خانوار که جمعیت آنان به بیش از پنجاه هزار نفر می‌رسید در این منطقه ساکن بودند. به‌طور کلی این عشیره در دو منطقه تمرکز یافته‌اند و بدین شرح است:
ملکشاهی چمزی: ۱- خمیس ۲- خرزینوند ۳- کلگه ۴- جمعه ۵- خداداد ۶- ملگه ۷- شکربگ ۸- حسین بگ ۹-روسگه (رستم بیگ) ۱۰- نقی (نظر بگ) ۱۱- شیه وردی (شاهوردی) ۱۲- گلان ۱۳- کله وند ۱۴- کینیانه ۱۵- خلیل وند ۱۶- کُناری وند ۱۷-حمانه و کول (علی نظر) ۱۸- سَرایلوند ۱۹- شهره میر (شیره میر) ۲۰- کل کل ۲۱- گراوندی ۲۲- کوگر ۲۳- سیه گه ۲۴- کاظم بگ ۲۵- قیطولی ۲۶- باباهای پیر محمد 

ملکشاهی گچی: ۲۷- رسولوند ۲۸- باولگ ۲۹- کوکی ۳۰- خِیٓرشٓه ۳۱- دوقرصه ۳۲- قیطول و حلاج ۳۳- خلف ۳۴- قطره سیه ۳۵- سیرانه

### ملکشاهی چمزی
اراضی این قسم از ایل ملکشاهی، دارای چشمه‌های آب بوده و قسمت اندکی از آن پوشیده از جنگل می‌باشد که متراکم‌ترین جنگل استان ایلام در منطقه بیوره با حیات وحش در خور توجه است و یکی از معدود مناطق کشور است که در آن پلنگ ایرانی وجود دارد. بخش مرکزی شامل چمزی و شوهان است. در این منطقه طایفه‌های: خمیس، نقی (نظربگ)، شکربگ، ملگه، خداداد، شیه وردی (شاهوردی)، کینیانه، حمانه و کول (علی نظر)، کلگه، کوگر، قیطول، باوه (باباهای پیرمحمد)، نمدیان ،گلان، کاظم بگ، رستم بگ (روسگه)، حسین بگ، شهره میر، کل کل، سرایلوند، خرزینیوند، خلیلوند، کناریوند، گرواند، کلوند، سیه گه، کینیانه، جمعه می‌زیند و بزرگ ایل نیز شخصی از طایفه خمیس با لقب عالیجاه توشمال بوده‌است. در سال ۱۳۲۰ خورشیدی و پس از جنگ جهانی دوم حاج فرامرز اسدی سرپرست ایل ملکشاهی از طرف حکومت مرکزی به عنوان رئیس‌العشایر کل پشتکوه استان ایلام منصوب شد. در این زمان منطقه پشتکوه و استان ایلام که قسمتی از استان کرمانشاهان بود از امن‌ترین مناطق کشور محسوب می‌شد و حاج فرامرز اسدی در کل استان ایلام حکمیت داشته‌است.

### ملکشاهی گچی
محدوده وسیعی از اراضی ایل ملکشاهی که در شهرستان مهران و ایلام و بدره و ۵۰ کیلومتر از کبیرکوه زیبا از رود گل گل تا چشمه پَهن با منابع زیر زمینی شامل ذخایر نفت و گاز که در کبیر کوه در زمان شاه پهلوی کشف گردیده و در منطقه گرمسیر نزدیک بخش صالح آباد که در سال ۸۶ توسط دولت اتریش و نروژ مطالعه شد متعلق به مردم گچی می‌باشد. همچنین معادن قیر، گچ، آهک، سیمان، بهترین شن و ماسه استان، آبهای معدنی گل گل و باولگ و سرچشمه‌های آب شرب مرکز استان در کبیر کوه گچی واقع شده‌است بخش گچی دارای ۷۱ اثر ثبت شده ملی متعلق به دوران پارینه سنگی (۱۰–۱۳ هزار سال پیش) تا دوره‌های بعد از اسلام می‌باشد. طایفه رَسولوند از ساکنان اولیه این منطقه بوده‌اند و به علت هم‌مرزی با بین‌النهرین در دوران‌های کهن در منطقه خوش آب و هوای نخجیر و نشاط میزبان بزرگان مناطق شرقی عراق بوده‌اند.

## مقاومت مردم ملکشاهی در برابر تغییر نام ملکشاهی
پس از انقلاب اسلامی طرحی از سوی دولت وقت برای تغییر نام شهرها در دستور کار قرار گرفت. براین اساس تمامی اسامی شهرهایی که نشانگر و یادبود نظام شاهنشاهی در ایران بود تغییر یافت. به عنوان نمونه شهرهای کرمانشاه به باختران، شاهپور به سلماس، شاه آباد غرب به اسلام‌آباد، بندر پهلوی به انزلی، رضائیه به ارومیه، شاهی به قائم شهر و شهسوار به تنکابن تبدیل شد. شهرستان ملکشاهی که در آن زمان بخش ملکشاهی نامیده می‌شد نیز شامل این طرح قرار می‌گرفت. این طرح با مقاومت و مخالفت صد در صدی مردم ایل ملکشاهی روبرو شد و مردم این ایل نیز موسی اسدی و حسن ملکشاهی نمایندگان خود را به تهران روانه ساختند تا با زمامداران حکومت گفتگو کنند. موسی اسدی در دیداری که با آیت‌الله العظمی سید عبدالکریم موسوی اردبیلی از مراجع تقلید کنونی که در آن زمان عضو شورای انقلاب و بعد مجلس خبرگان رهبری بود، داشت بر مخالفت مردم ملکشاهی با تغییر نام ایل و شهرشان تأکید نمود و با گفتن اینکه نام ملکشاهی از دیر باز تاکنون ریشه در خاک و خون مردم ملکشاهی دارد و ربطی با تغییر نام شهرهایی که رضا شاه در سال ۱۳۱۴ هجری شمسی انجام داده‌است ندارد و این تغییر نام سبب شورش گسترده‌ای از طرف ایل ملکشاهی خواهد شد مخالفت خود را ابراز داشت. بعد از این اتفاقات به مدت سه ماه و پنج روز حسن خان ملکشاهی نماینده استان ایلام در مجلس شورای ملی به خاطر این عمل محبوس شد؛ یعنی از ساعت (۲ بعد ازظهر ۱۱/۴/۱۳۶۰ تا ساعت ۷ بعد از ظهر روز ۱۱/۷/۱۳۶۰) که بعد از محاکمه حکم به تبرئه او داده شد. این مخالفت گسترده ایل ملکشاهی سرانجام منجر به خودداری حکومت وقت از تغییر نام ملکشاهی شد. براین اساس ملکشاهی از جمله شهرستان‌هایی است که پس از انقلاب اسلامی دچار تغییر نام نشد.

## فتح نامه
این زمین‌ها به مساحت ۳۶۰۰۰ هکتار ملک آبا و اجدادی حاج فرامرز اسدی بوده‌است که طی فرمانی از طرف فتحعلی شاه قاجار و با دستخطی از سوی شاهزاده محمدعلی میرزا دولتشاه فرزند ارشد شاه (این فرمان در میان بزرگان ایل ملکشاهی به فتح نامه معروف است)، به تاریخ ماه ذوالحجه سال ۱۲۳۶ هجری قمری مطابق سال ۱۱۹۹ خورشیدی به پاس رشادت ایل ملکشاهی در نبرد با متجاوزان عثمانی و تسخیر سلیمانیه، زور، موصل و کرکوک و سامرا و محاصره نمودن بغداد از شهرهای امپراتوری عثمانی به پهلوان موسی خمیس جد بزرگ حاج فرامرز اسدی و ایل ملکشاهی داده شده بود. گفتنی است بزرگان ایل ملکشاهی گوش راست تمامی اسیران سپاه عثمانی را بریدند و در کف دست راستشان نهادند و به پایتخت روانه ساختند. در این نبرد چهار هزار سپاهی از ایل ملکشاهی چمزی که شامل صد سوار مشهور از ایل ملکشاهی چمزی و صد مبارز چماق به دست از ایل ملکشاهی چمزی (که بعدها به پاس رشادتشان و استفاده از چماق و گرز در این نبرد به طوایف گرزدین وند مشهور شدند، که عبارتند از: طوایف خمیس، کاظم بگ، نقی، حسین بگ، رستم بگ، ملگه، شکربگ، خداداد و شیه وردی) و سه هزار و هشتصد پیاده‌نظام، به سرداری پهلوان موسی خمیس در رأس سپاه ایران قرار گرفتند. نقش برجسته‌هایی از این دلاور مردان در باغ نظر شیراز و موزه پارس موجود است. حاج فرامرز اسدی پس از کودتای سال ۱۳۳۲ خورشیدی این زمین‌ها را طبق سند شماره ۵۶۶ و به تاریخ ۱۳ خردادماه ۱۳۳۵ در اداره ثبت اسناد استان کرمانشاهان به نام خود ثبت نموده بود. اما پس از انقلاب این زمین‌ها بدون هیچ دلیل قانونی توسط اداره منابع طبیعی استان ایلام مصادره گردید و به اشخاص دیگری تحویل داده شد.

## آثار تاریخی
- قلعه جوق (قلعه سلجوق):

قلعه باستانی قله جوق مشرف بر سرزمینی نسبتاً هموار است و در چهار کیلومتری غرب شهر ارکواز ملکشاهی بر فراز تپه بلندی بنا شده‌است. در قسمت جنوبی قلعه، سه اتاقک وجود دارد که مساحت آن‌ها مجموعاً ۲/۲۹ متر مربع می‌باشد و از سنگ و گچ ساخته شده‌است. در قسمت فوقانی آن‌ها آثار دو اتاق مشاهده می‌شود که مجموعاً ۹۲ متر مربع است. بنای ساختمانی این دو اتاق در مقایسه با سه اتاقک جنوبی از بین رفته و فقط چندین قطعه سنگ کوچک و گچ در بعضی قسمت‌های تحتانی آن دیده می‌شود. اتاق‌های قلعه از گچ ساخته شده‌است. این گچ به احتمال زیاد از سه کیلومتری شهر ارکواز به این مکان آورده شده‌است. این قلعه، مربوط به دورهٔ حکومت سلجوقیان می‌باشد.
- پنجه علی:

بر روی تپه‌ای مشرف بر شهر ارکواز، آثار و بقایای ساختمان‌های زیادی دیده می‌شود که از سنگ و گچ پخته ساخته شده‌اند، اما آثار آن، طوری محو شده که نمی‌توان سبک معماری را تشخیص داد.
وجه تسمیه این اثر تاریخی بدین منظور است که سنگ چین‌هایی موجود است که در میان این سنگ چین‌ها، سنگ بزرگی وجود دارد که شیارها و خطوطی مثل پنجه انسان دارد؛ لذا مردم این منطقه معتقدند که علی (ع) با کافران جنگیده آن‌ها سنگ به طرف او پرتاب کرده‌اند، که علی با دست خود آن‌ها را دفع کرده‌است و اثر پنجه مولا علی (ع) بر روی آن‌ها نقش بسته‌است. البته این اعتقاد امروزه کمرنگ شده‌است و فقط در میان قشر کوچ رو و بی سواد موجود است.
در تپه پنجه علی سکه‌های هخامنشی یافت شده‌است ولی معلوم نشده‌است که متعلق به کدام پادشاه هخامنشی است؛ لذا با توجه به این سکه‌ها احتمالاً این بنا متعلق به دوره هخامنشیان باشد.
- کوشک قِیَنقَر:

مشرف بر دره‌ای صعب العبور در سینه کوه پَشمین یک چهار اتاقی وجود دارد که به آن کوشک قینفر می‌گویند. چون آثار آن هنوز موجود است، به خوبی نمایانگر یک آتشکده از دوره ساسانیان است.
آتشکده دارای چهار اتاق است و در قسمت بالا، طاقچه‌هایی دارد که جای چند تا از آن‌ها مشخص است. با توجه به استراتژیکی بودن این منطقه، وجود آتشکده، درختان و چشمهٔ آب گوارا و دلنشین بودن منطقه احتمالاً جایگاه افراد طبقه بالای جامعه ساسانی بوده‌است.
- بقعه سید محمد ابوچماقین (پیرکُتَک):

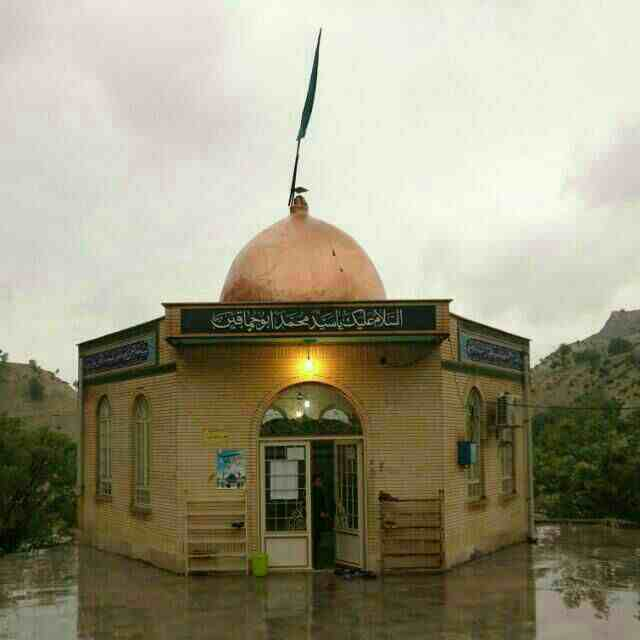
امامزاده ابوچماقین

در سی کیلومتری شهر ارکواز مسیر فرعی از جاده شهر ارکواز به گنبد پیر محمد و در دره حاصلخیز و پرآب گز، آرامگاه سید محمد ابو چماقین ملقب به پیر کُتَک قرار دارد که زیارتگاه مردم ایل ملکشاهی است. وجود چشمهٔ آب شیرین و رودخانه‌ای بسیار زیبا در قسمت شمالی آرامگاه بر زیبایی این مکان افزوده‌است.
- نقش‌برجسته گل گل ملکشاهی:

یکی دیگر از آثار باستانی شهرستان ملکشاهی، کتیبه گل گل ملکشاهی می‌باشد که درهٔ گل گل ملکشاهی بر روی صخره‌ای قرار دارد. این کتیبه به جا مانده از فتو حات آشوریان در این منطقه می‌باشد. به علت عوامل تخریبی مانند: ریزش‌های جوی و عوامل انسانی، چند سطر از ان از بین رفته‌است و هنوز مشخص نشده‌است که این کتیبه متعلق به سناخریب یا آشوربانی پال است؛ زیرا هر حمله‌ای که مستبدین بین‌النهرین و به خصوص آشور علیه تمدن ایلام طرح می‌کردند لزوماً از مسیر ورهشی (استان ایلام کنونی) می‌گذشت.
نقش برجسته گل گل ملکشاهی مربوط به تمدن باستانی آشور است و در ایلام، کنار رودخانه گل گل واقع شده و این اثر در تاریخ ۶ دی ۱۳۵۵ با شمارهٔ ثبت ۱۴۱۸ به‌عنوان یکی از آثار ملی ایران به ثبت رسیده‌است.

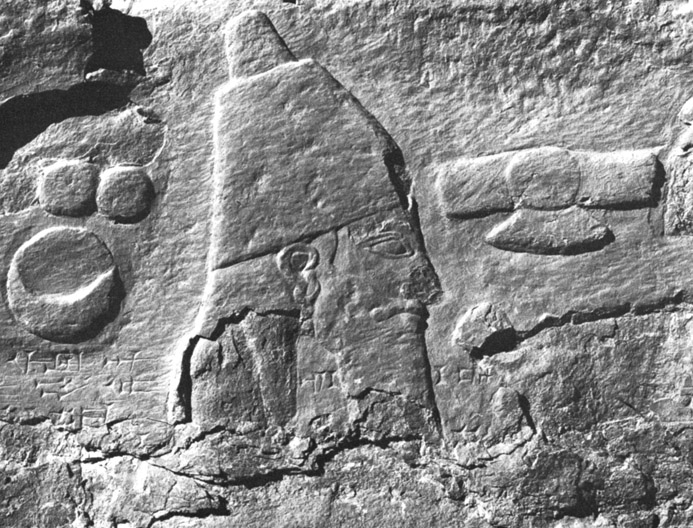
نقش برجسته گل گل ملکشاهی

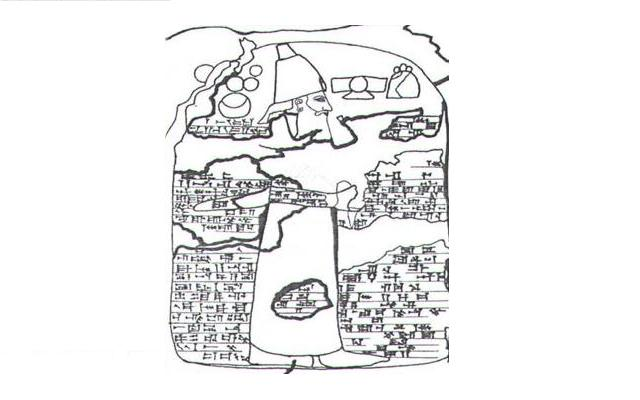
نقش برجسته گل گل ملکشاهی

## شخصیتهای شاخص

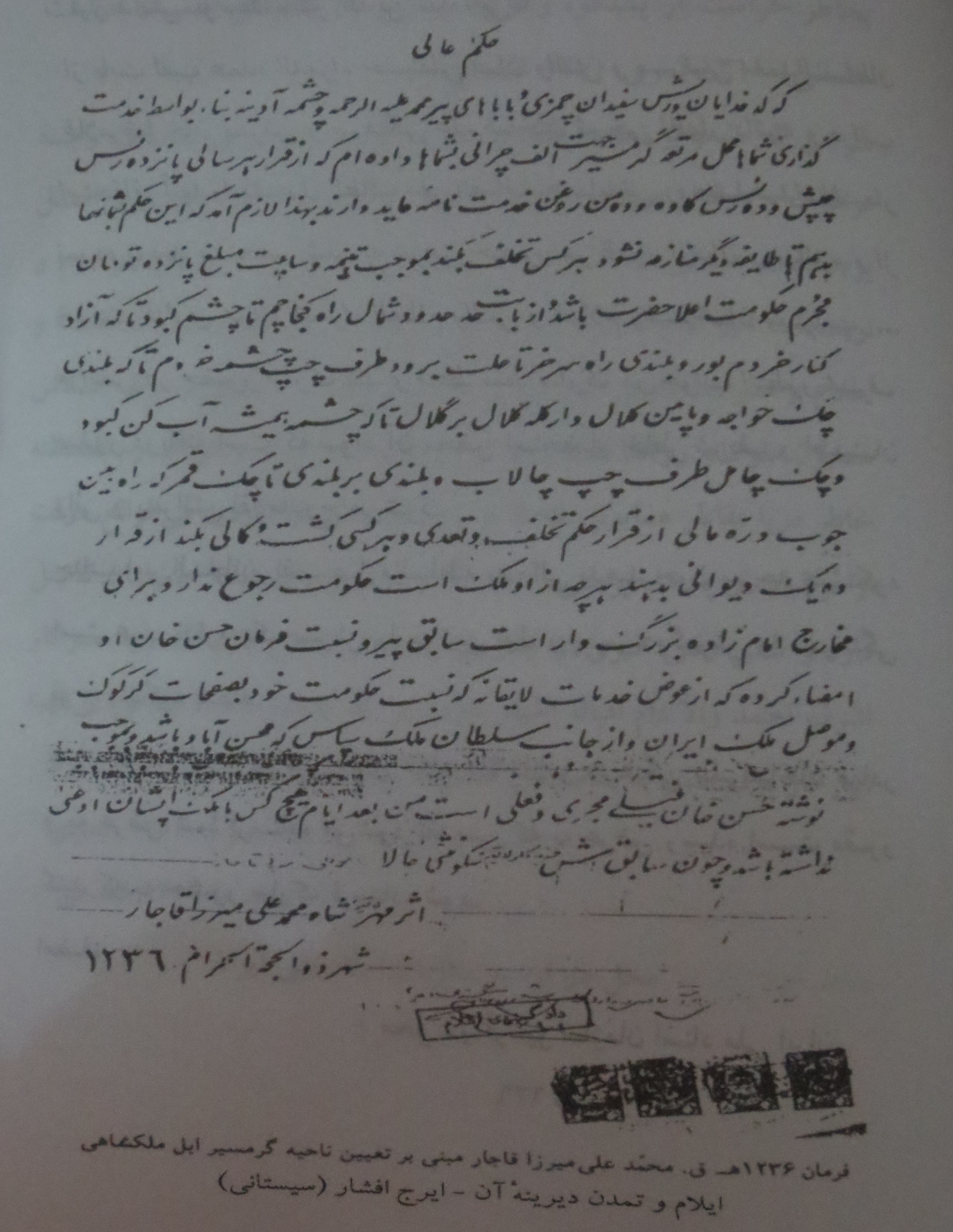
فتح نامه فتحعلی شاه قاجار از سوی شاهزاده محمد علی میرزا دولتشاه به پهلوان موسی خمیس جد بزرگ حاج فرامرز اسدی به پاس پیروزی بر سپاه امپراتوری عثمانی و تصرف شهرهای سلیمانیه، زور، موصل، کرکوک و سامرا و محاصره بغداد به تاریخ ذوالحجه ۱۲۳۶ هجری قمری مطابق با ۱۱۹۹ خورشیدی

پهلوان موسی خمیس
حاج فرامرز اسدی